# Antonio Sapuppo Asmundo
Antonio Sapuppo Asmundo (Catania, 24 agosto 1858 – Catania, 10 dicembre 1945) è stato un politico italiano.

## Biografia
Il conte Antonio Sapuppo Asmundo, primo di tre fratelli, era figlio di Giuseppe Sapuppo Amato ed Emanuela Asmundo Capizzi dei Principi di Gisira. Il 2 aprile 1881 sposò Fortunata Mancuso Cosentino da cui ebbe sei figli.
Fu sindaco di Catania per cinque volte (dal 14 gennaio 1893 al 5 dicembre 1894; dal 6 agosto 1895 al 4 febbraio 1897; dal 21 febbraio al 31 agosto 1899; dal 15 luglio 1916 al 3 gennaio 1920, e infine dall'8 ottobre 1925 al 19 febbraio 1926), e commissario della stessa città per due volte (dall'8 febbraio al 10 maggio 1897, e dal 29 luglio al 2 ottobre 1925). Fu annullata la sua elezione a deputato alla XXI Legislatura del Regno d'Italia (16.06.1900 - 18.10.1904).